# 214 (číslo)
Dvě stě čtrnáct je přirozené číslo, které následuje po čísle dvě stě třináct a předchází číslu dvě stě patnáct. Římskými číslicemi se zapisuje CCXIV a řeckými číslicemi σιδ.

## Matematika
214 je:
- Poloprvočíslo
- Nešťastné číslo
- Nepříznivé číslo
- 214!!-1 je prvočíslo
- Jedenácté dokonalé číslo (2106×(2107−1)) má 214 dělitelů

## Astronomie
- (214) Aschera je planetka hlavního pásu, kterou objevil v roce 1880 Johann Palisa.

## Doprava
- Silnice II/214 je česká silnice II. třídy vedoucí na trase Cheb – Německo.[1]

## Roky
- 214
- 214 př. n. l.